# Eobrasilia
Eobrasilia — вимерлий рід опосумів (Didelphimorphia), що жили в еоцені Південної Америки.